# ワールド・ゴールド・カウンシル
ワールド・ゴールド・カウンシルは金業界の国際的な業界団体である。
ロンドンに本社を置き、インド、中華人民共和国、シンガポール、アラブ首長国連邦、アメリカ合衆国に拠点を置いている。
この団体のメンバーは金鉱会社である。
David Harquailが社長、David Taitが最高経営責任者である。
この団体の目的は、市場開発を通じて金の需要を刺激し、持続させることである。
ワールド・ゴールド・カウンシルは、1987年に南アフリカのIntergold社と合併し、同社の国際事務所を継承して設立された。
当時、南アフリカのアパルトヘイトに抗議するため、複数の国で南アフリカのクルーガーランド金貨の輸入が禁止されていた。